# Gwadar
Ne doit pas être confondu avec Péninsule de Gwadar.
Gwadar (en ourdou : گوادر) est une ville portuaire pakistanaise de la province du Baloutchistan, située sur la péninsule du même nom, en mer d'Arabie, à 70 km de la frontière iranienne à l'ouest et à 460 kilomètres de Karachi à l'est. Gwadar fut une possession du sultanat d'Oman de 1784 à 1958, avant d'être cédée au Pakistan.
Capitale du district de Gwadar, la ville a une population de près de 71 000 habitants en 2023 ; elle est dotée d’un aéroport international, d’un port en eaux profondes, construit entre 2002 et 2007, et d’un terminal pétrolier. En plein développement, elle représente un lieu stratégique pour l'économie et l'armée du Pakistan ainsi que pour les intérêts chinois. 

## Histoire
Tout comme Pasni (en), Gwadar fait partie de la région appelée Makran, puis après l'expédition d'Alexandre le Grand, Gédrosie.
Gwadar, port du sud-ouest du Pakistan est une position stratégique reliant le golfe Persique au sous-continent indien. Sa position en fait dès les débuts de Mascate et Oman une possession du sultanat où les boutres venant d'Arabie font escale jusqu'au 8 décembre 1958, date à laquelle le sultanat d'Oman cède le port au nouvel État du Pakistan pour trois millions de dollars.
Le 1er juillet 1977, Gwadar devient la capitale d'un nouveau district portant son nom.

## Géographie

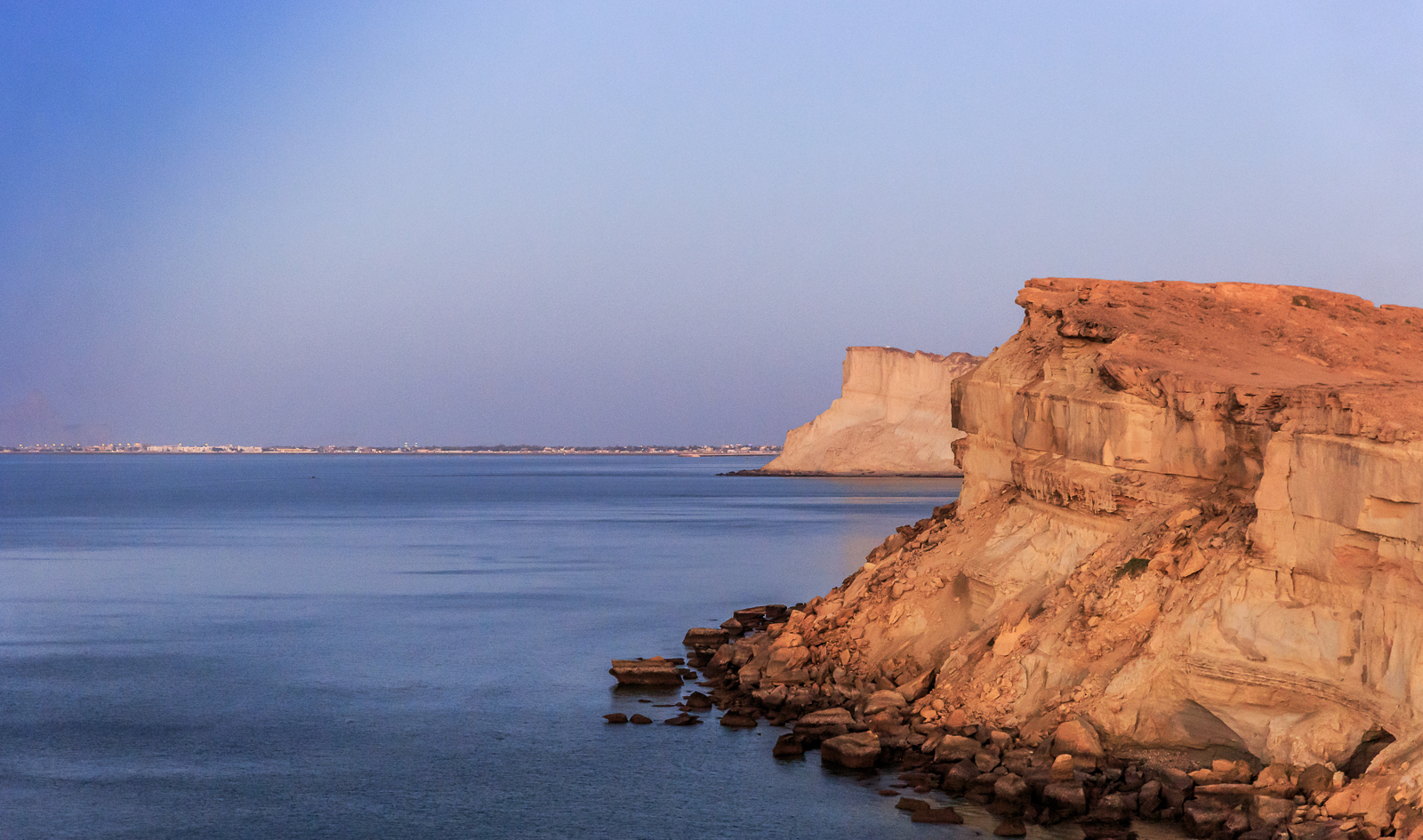
Paysage et ville de Gwadar en fond.

La ville portuaire est située sur la péninsule de Gwadar, dans le sud-ouest du Pakistan et plus précisément dans la région du Baloutchistan. Elle est bordée par la mer d'Arabie et située à proximité d'Oman et surtout de l'Iran. La zone est un désert aride.

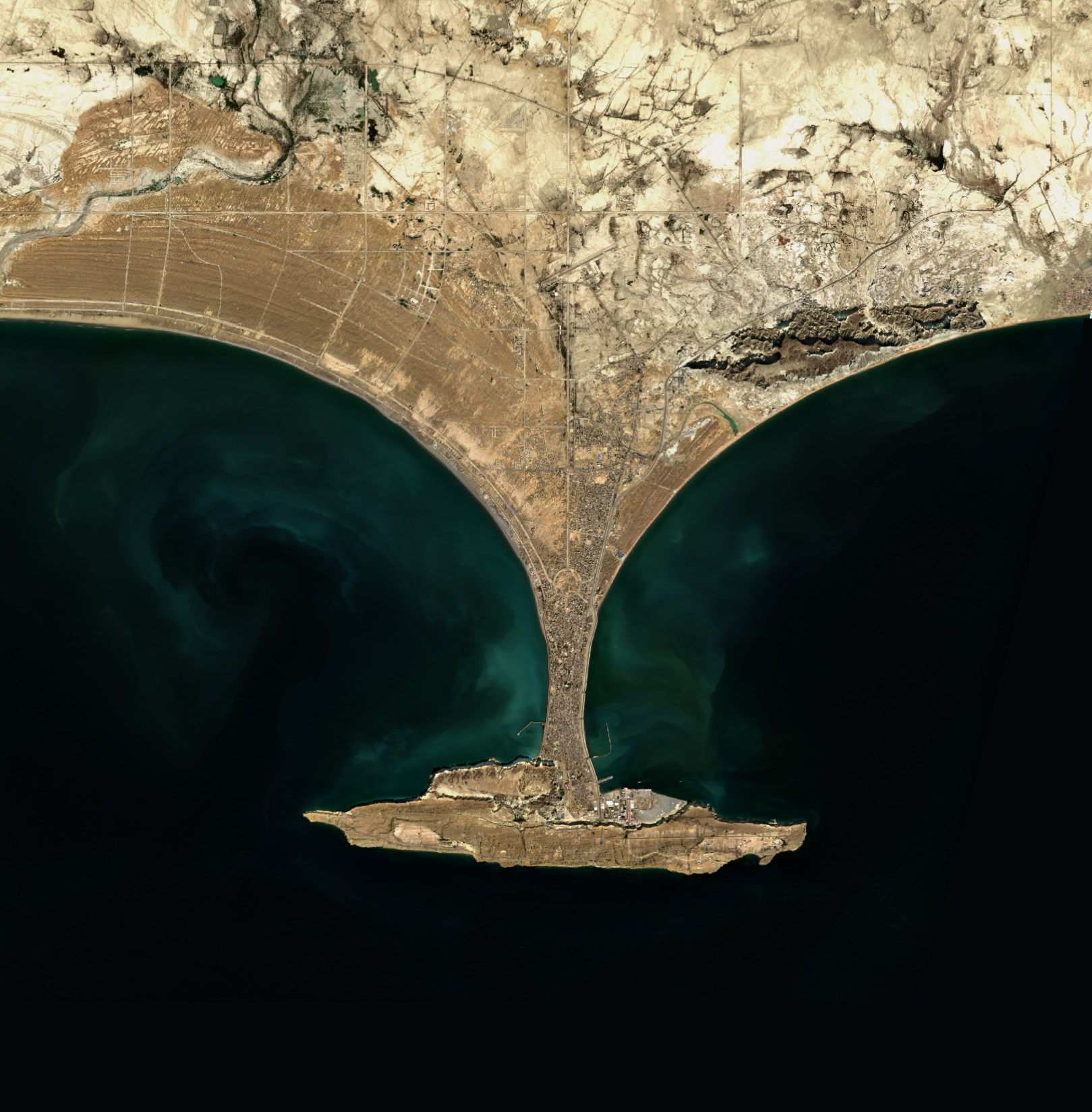
Photo satellite de Gwadar en 2022.

## Démographie
La population de la ville a été multipliée par près de six entre 1972 et 2017, passant de près de 16 000 habitants à environ 91 000. Entre 1998 et 2017, la croissance annuelle moyenne s'affiche à 3,8 %, largement supérieure à la moyenne nationale de 2,4 %. Selon le recensement de 2023, la population de la ville baisse fortement, à 70 852 habitants.
|            | 1972 (rec.) | 1981 (rec.) | 1998 (rec.) | 2017 (rec.) | 2023 (rec.) |
| ---------- | ----------- | ----------- | ----------- | ----------- | ----------- |
| Population | 15 794      | 17 000      | 45 021      | 90 762      | 70 852      |

La ville est majoritairement peuplée de Baloutches, parlant surtout le baloutchi, pour 96 % de la population en 2023. Cependant, au vu de son passé avec Oman, de nombreux habitants de Gwadar parlent encore l'arabe en seconde langue. Gwadar est la ville la plus arabophone du Pakistan. Oman attire encore de nombreux jeunes travailleurs migrants originaires de Gwadar, mais de nombreux travailleurs migrants de la région partent aussi vers les autres pays pétroliers du Moyen-Orient.
Essentiellement musulmane, la ville inclut une toute petite communauté hindoue, comptant environ 450 fidèles, ainsi que près de 200 chrétiens.
Le taux d'alphabétisation de la ville s'élève à 57 % en 2023 (contre une moyenne nationale de 61 % et provinciale de 42 %), dont 65 % pour les hommes et 48 % pour les femmes.

## Économie

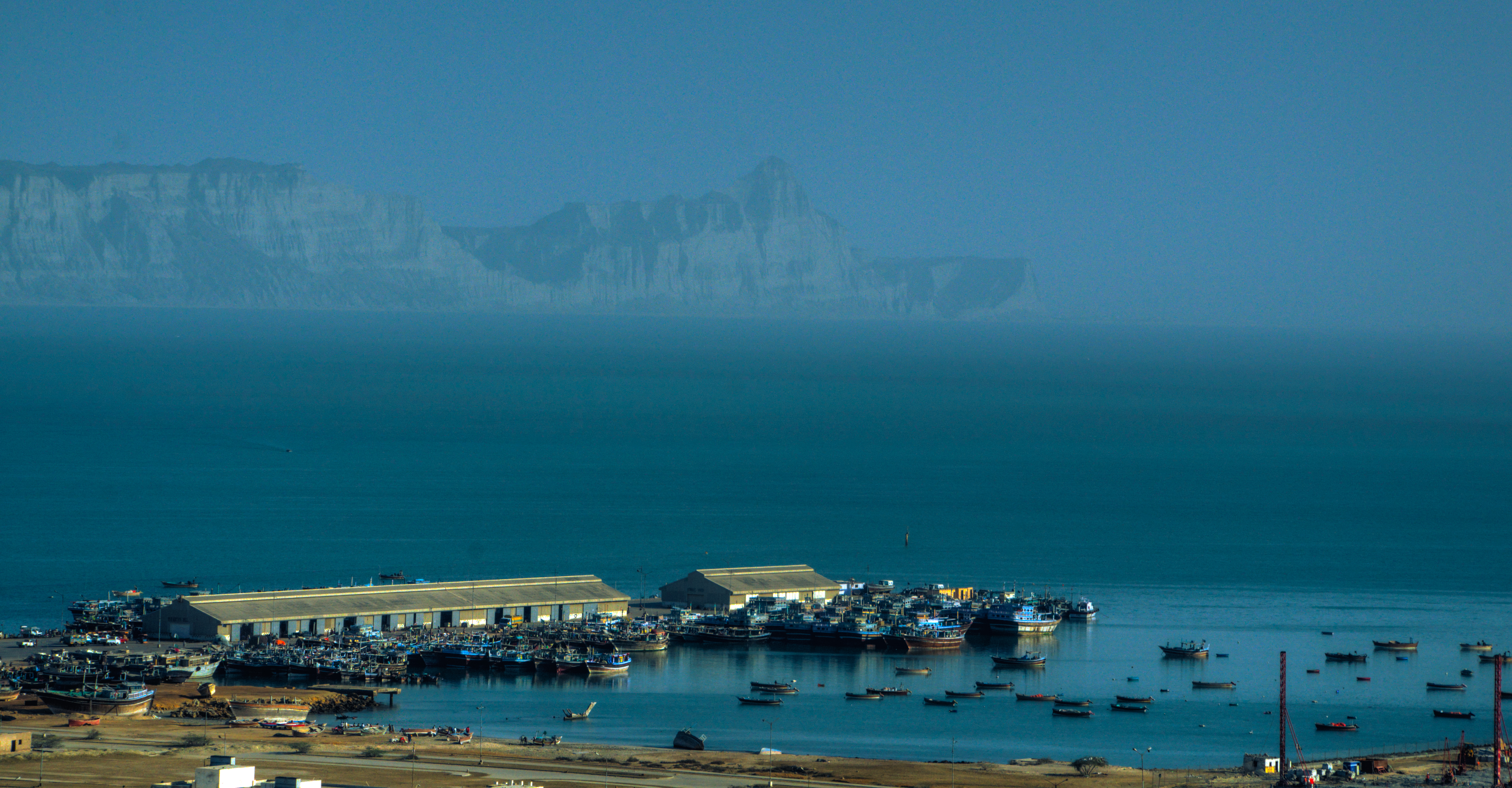
Port de pêche de Gwadar.

La population de la ville est principalement pauvre, la province du Baloutchistan étant la moins développée du pays. En dehors des activités économiques liées au port développées depuis les années 1990, les habitants vivent surtout de la pêche artisanale. 

### Port
Les installations portuaires (militaires et civiles), inaugurées le 26 mars 2007, font de la ville un point stratégique à divers degrés :
- la base navale double le port de Karachi, ce qui permet de donner une deuxième base à la marine pakistanaise et donc d’éviter le blocage de celle-ci dans un seul port comme durant la troisième guerre indo-pakistanaise ;
- de la même façon, le port commercial double celui de Karachi, offrant un deuxième accès au commerce international pour le Pakistan ;
- enfin, il est au débouché de la route du Karakorum, qui relie Gwadar à la Chine, et qui pourrait être doublée par un oléoduc. Un projet de ligne ferroviaire serait en discussion pour relier ce port au Xinjiang, via la chaîne escarpée du Karakoram, et contourner ainsi le détroit de Malacca. La ligne arriverait à Kachgar, confectionnée par Pékin pour accueillir une « zone économique spéciale » inspirée de Shenzhen.

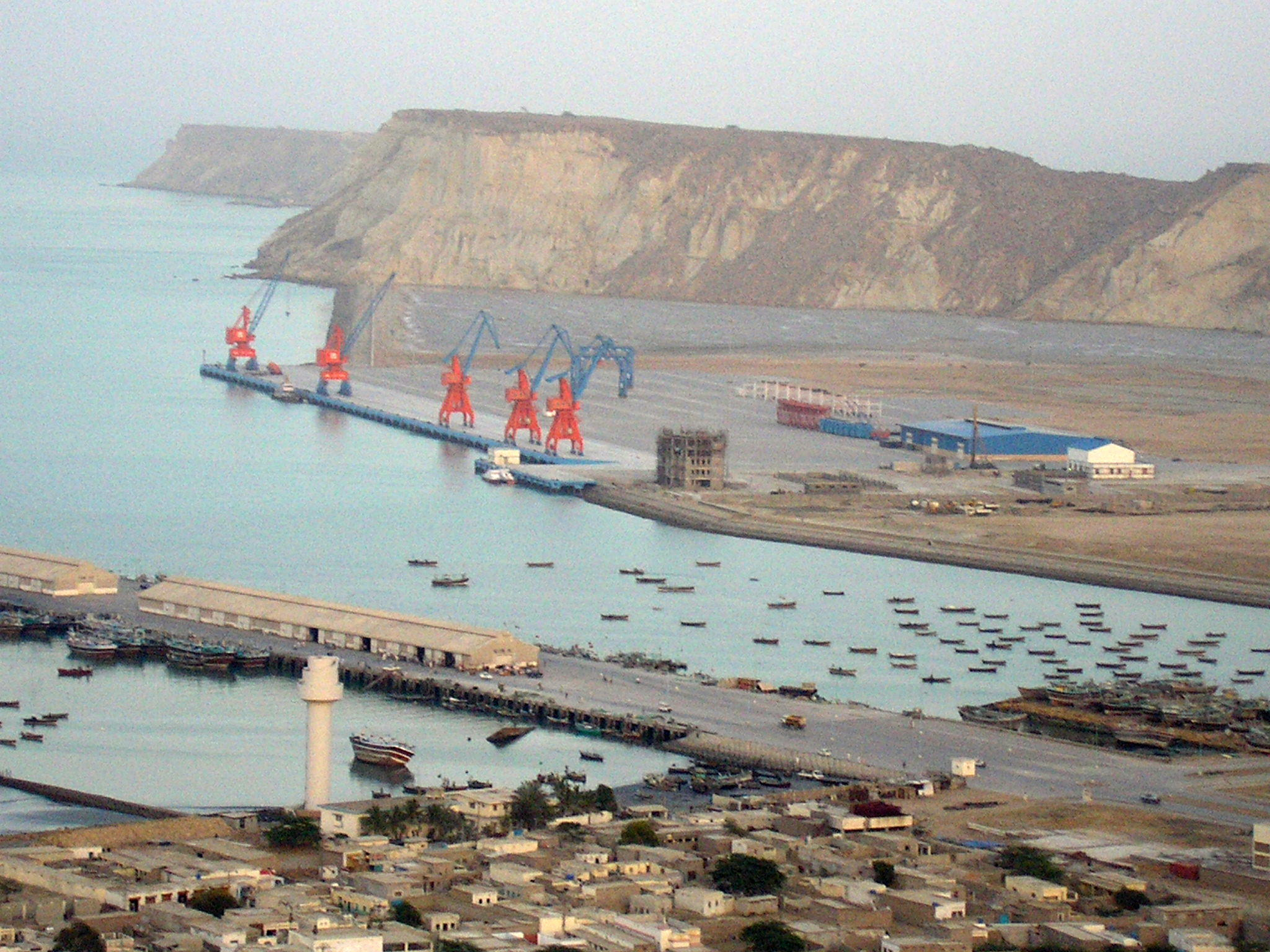
Le port en eaux profondes.

Le port Gwadar a un coût prévisionnel de 1,2 milliard de dollars, financé à 85 % par la République populaire de Chine et 15 % par la République islamique du Pakistan. Il possède une superficie de 18 600 ha pour 600 m de quai, un bassin de manœuvre de 450 m de diamètre et une profondeur de 12  à   14 m.
Le financement chinois a facilité l'implantation à Gwadar d’une base navale, ce qui répond à la stratégie chinoise d'établissements de bases outre-mer.
Proche du détroit d'Ormuz et de la route maritime venant de la mer Rouge par laquelle passe le pétrole soudanais, le port de Gwadar est idéalement situé du point de vue des intérêts chinois.
En novembre 2015, le port est officiellement loué à une entreprise publique chinoise pour 40 ans, la Chinese Overseas Ports Holding Company (COPHC). Cette société est aussi chargée de la gestion du port. Cette location s'inscrit dans le projet sino-pakistanais de « corridor économique » qui offre à la Chine un port de commerce sur l'océan Indien et un réseau de transport du port vers la Chine.

## Culture

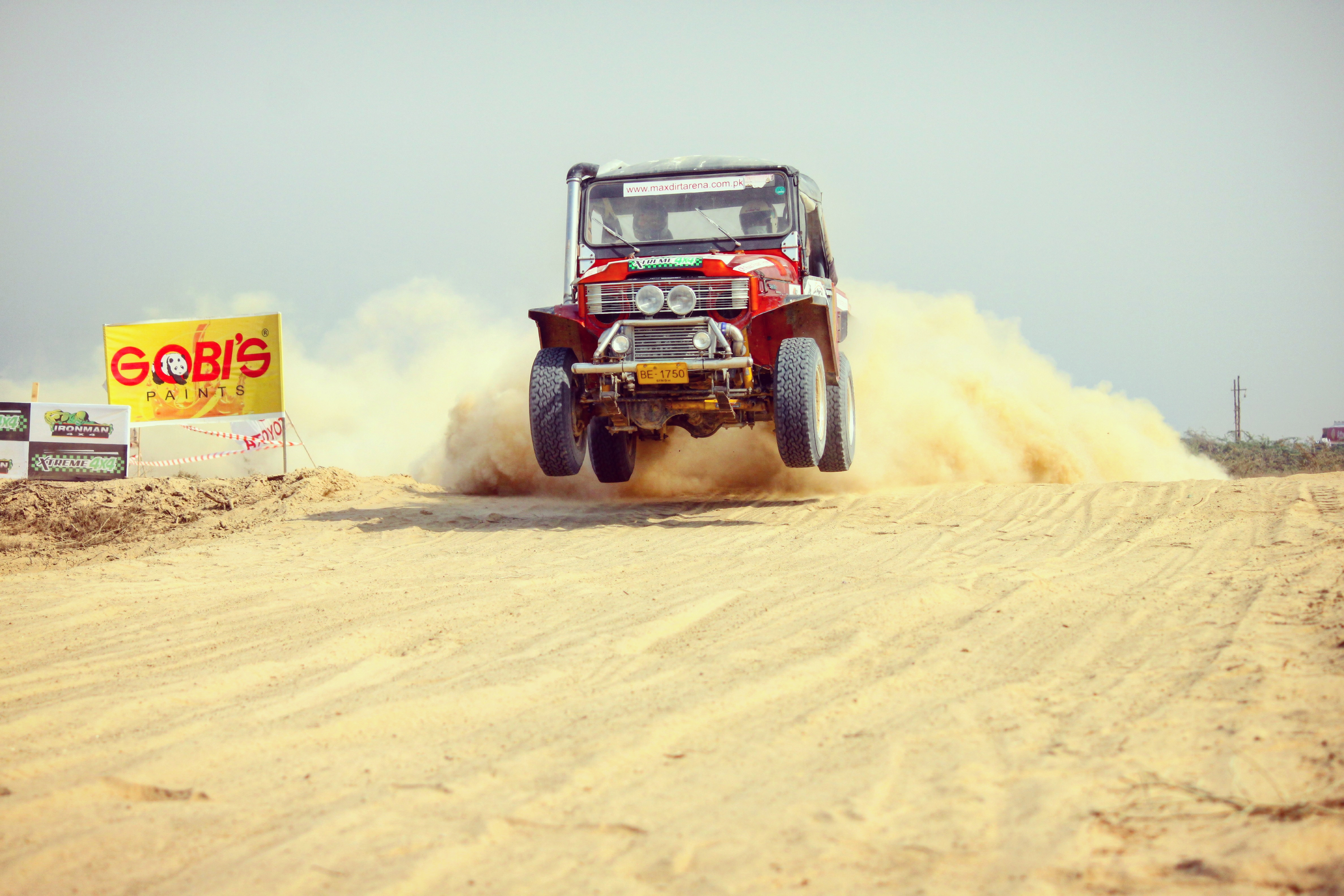
Le rallye automobile de Gwadar.

La ville est sujette à différentes influences : de culture indo-pakistanaise, Baloutche et Arabe Omanaise. La ville est une ancienne possession maritime du sultanat d'Oman et est situé dans la région du Baloutchistan qui s'étend sur le Pakistan et l'Iran.
Le nom Gwadar vient des mots baloutches « gwat » (vent) et « dar » (porte).

## Politique
Gwadar est un fief largement acquis aux divers partis politiques baloutches. 
Depuis 2002, la ville et son district sont représentés par la circonscription no 51 à l'Assemblée provinciale du Baloutchistan. Lors des élections législatives de 2008, elle a été remportée par un candidat de la Ligue musulmane du Pakistan (Q), durant les élections de 2013, par un candidat du Parti national baloutche et par une scission de ce dernier lors des élections de 2018, le Parti national baloutche (Awami).
À l'Assemblée nationale, ils sont partiellement représentés par la circonscription no 272, partagée avec le district de Lasbela. Lors des élections de 2008, elle a été remportée par un candidat du Parti national baloutche, et de même durant les élections de 2013.